# Кубічна інтерполяція
Кубічна інтерполяція — інтерполяція функції однієї змінної поліномом третього степеня.

## Лінійна інтерполяція
Лінійна інтерполяція — це інтерполяція за допомогою двох найближчих значень. Значення {\displaystyle ~z(x)} в точці {\displaystyle ~x}, можна отримати за допомогою рівняння:
{\displaystyle ~z(x)=(1-x)z_{0}+xz_{1}}
де {\displaystyle z_{0},z_{1}} — значення функції в початковій та кінцевій точці, відповідно.

## Кубічна інтерполяція
Якщо задано {\displaystyle z_{0},z_{1},z_{0}^{\prime },z_{1}^{\prime }} — значення функції та її похідної в початковій та кінцевій точці, то інтерполяція реалізується кубічними многочленами Ерміта.
Розглянемо варіант, коли значення похідної не доступне, а використовуються 2 додаткові точки регулярної сітки(по одній зліва та справа від інтервалу інтерполяції):
{\displaystyle ~z(x)=w_{-1}(x)z_{-1}+w_{0}(x)z_{0}+w_{1}(x)z_{1}+w_{2}(x)z_{2}}
де {\displaystyle w_{-1}(x),w_{0}(x),w_{1}(x),w_{2}(x)} — поліноми третього степеня.

### Інтерполяція Кея
{\displaystyle ~w_{-1}(x)=\left(-{1 \over 2}+\left(1-{x \over 2}\right)x\right)x}
{\displaystyle ~w_{0}(x)=1+\left(-{5 \over 2}+{3 \over 2}x\right)x^{2}}
{\displaystyle ~w_{1}(x)=\left({1 \over 2}+\left(2-{3 \over 2}x\right)x\right)x}
{\displaystyle ~w_{2}(x)=\left(-{1 \over 2}+{x \over 2}\right)x^{2}}

### Інтерполяція Шаума
{\displaystyle ~w_{-1}(x)=-{1 \over 6}x(x-1)(x-2)}
{\displaystyle ~w_{0}(x)={1 \over 2}(x^{2}-1)(x-2)}
{\displaystyle ~w_{1}(x)=-{1 \over 2}x(x+1)(x-2)}
{\displaystyle ~w_{2}(x)={1 \over 6}x(x^{2}-1)}